# Arrowhead Stadium

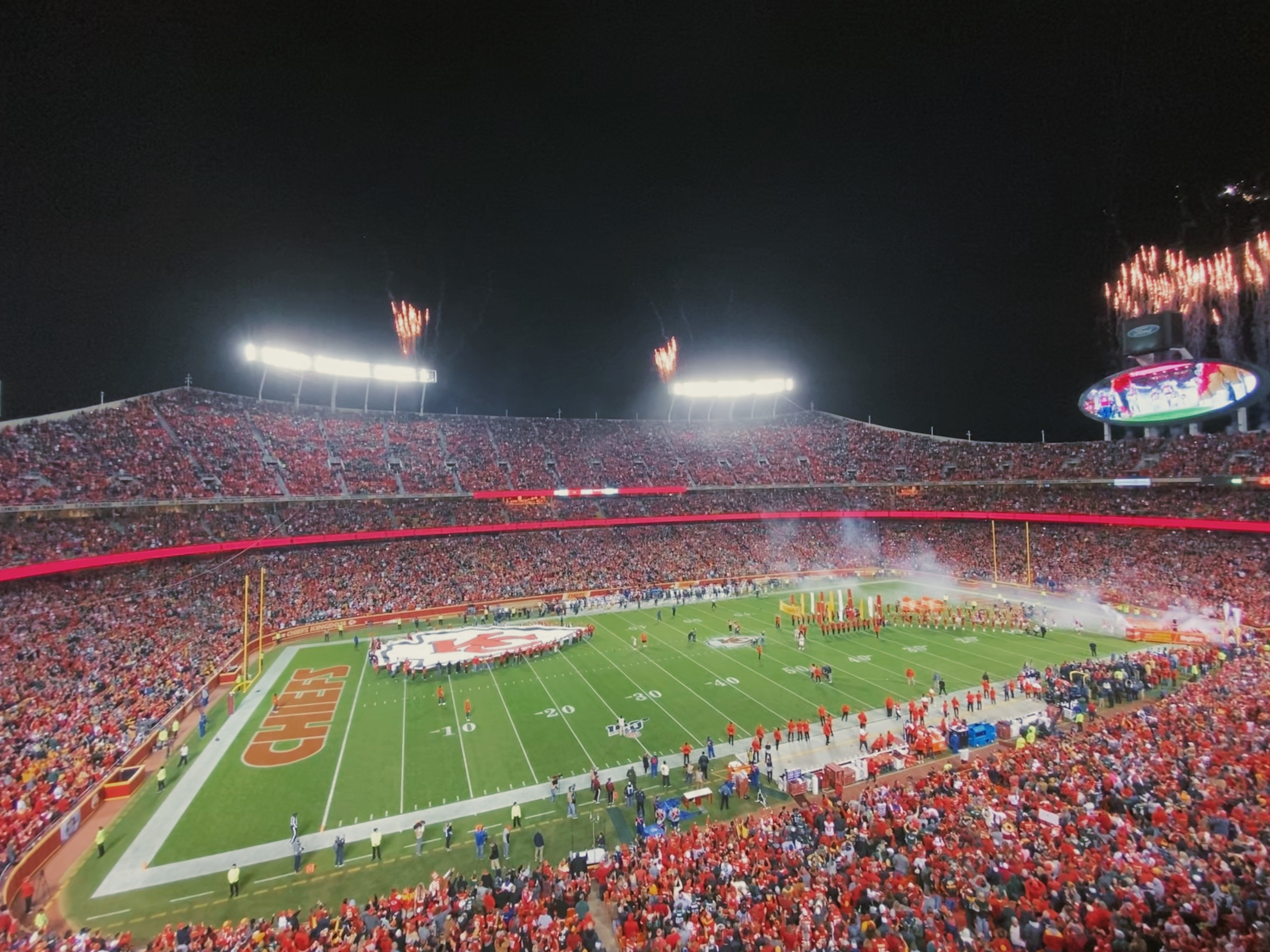
O Arrowhead Stadium, em 2019, em um dia de jogo.

O Arrowhead Stadium (chamado oficialmente de GEHA Field at Arrowhead Stadium) é um estádio localizado em Kansas City, Missouri (EUA). É a casa do time de futebol americano Kansas City Chiefs (NFL) e foi a casa do time de futebol Kansas City Wizards (MLS).
Faz parte do Complexo Esportivo Truman (junto com o Kauffman Stadium). Começou a ser construído em 1968, sendo inaugurado em 12 de Agosto de 1972 no jogo: Kansas City Chiefs 24 - 14 St. Louis Cardinals.
Em 1984 tentaram, sem sucesso, o projeto para fechar o estádio.[carece de fontes?] Em 1991 foi instalado o telão JumboTron. E a partir de 1994 o estádio passou a ser de grama natural.
Até 2015 foram investidos US$ 850 milhões de dólares na renovação a instalação de um Sistema de Controle Climático. Anteriormente, uma obra de US$ 375 milhões tinha começado em 2007 e foram concluídas em 2010. Em 2019, os Chiefs anunciaram diversas reformas adicionais para a temporada de 2020, que incluíram assentos substituídos no andar inferior, um novo display de vídeo na ala leste e melhorias nos vestiários.
Recebeu uma partida da Copa América de 2024 e será uma das sedes da Copa do Mundo FIFA de 2026.